# Bellucia
Bellucia é um género botânico pertencente à família Melastomataceae.